# Fang Zhenwu
 (juillet 2025).
Si vous disposez d'ouvrages ou d'articles de référence ou si vous connaissez des sites web de qualité traitant du thème abordé ici, merci de compléter l'article en donnant les références utiles à sa vérifiabilité et en les liant à la section « Notes et références ».
Fang Zhenwu (方振武, 1882 - 30 décembre 1941) est un militaire chinois du début du XXe siècle.

## Biographie
Fang est né en 1885 dans le xian de Shou au Anhui à la fin de la dynastie Qing. Il participe à la révolution chinoise de 1911 et rejoint la Nouvelle Armée à Shanghai. Cependant, après la défaite de Sun Yat-sen dans sa révolte contre Yuan Shikai, Fang s'exile au Japon où il devient membre du Parti révolutionnaire chinois. En 1918, il retourne en Chine sur l'ordre de Sun et devient commandant d'un bataillon dans un gouvernement rival au Guangdong, puis se réinstalle à Shanghai en 1921 où il est nommé membre du cercle intérieur du gouvernement du Kuomintang. Cependant, le nouveau gouvernement chinois se divise bientôt en factions, et Fang rejoint les rangs du gouvernement de Beiyang, puis sert dans l'armée de la clique du Fengtian sous les ordres de Zhang Zongchang jusqu'en 1925, avant d'intégrer l'armée nationaliste de Feng Yuxiang. Il devient commandant de la 3e armée, puis du 4e groupe d'armée, ainsi que commandant de la garnison de Jinan, avant de recevoir le poste de gouverneur de la province d'Anhui en 1929. 
En raison de désaccords avec Tchang Kaï-chek, il est détenu et démis de ses fonctions en octobre 1929. Après l'invasion du Jehol par les Japonais en février 1933, Fang rejoint le mouvement des armées de volontaires anti-japonaises. Il organise les forces du mouvement en Chine et les mène dans le Nord pour affronter les Japonais. Le 26 mai, Fang s'allie avec Feng Yuxiang à Zhangjiakou et fonde l'armée anti-japonaise populaire du Cháhāěr, en devenant commandant des troupes du Nord, et combattant les Japonais dans l'est du Cháhāěr. L'armée connait un certain succès, reprenant temporairement Dolon Nor (en) aux Japonais et à leurs collaborateurs.
Cependant, la force est défaite par l'Armée impériale japonaise et dispersée par les forces de Tchang Kaï-chek qui désire toujours atteindre un arrangement avec le Japon et continuer la lutte avec le Parti communiste chinois et son Armée rouge. Vivant à Guilin pendant un moment, Fang doit s'installer à Hong Kong en 1939 pour éviter les représailles du Kuomintang. Il quitte la colonie britannique quand les Japonais occupent Hong Kong en 1941, mais est assassiné par des agents du Kuomintang près de Zhongshan lors de son voyage de retour au Guangdong avec des réfugiés en décembre 1941.